# Omega (logiciel)
Pour les articles homonymes, voir Oméga (homonymie).
Omega est une extension du logiciel de composition de page TeX pensé pour permettre la manipulation de documents multilingues et mélangeant plusieurs alphabets. Il utilise le standard Unicode.